# Borg (Saargau)
Borg ist ein Ortsteil und Gemeindebezirk der Gemeinde Perl im Landkreis Merzig-Wadern (Saarland). Borg liegt 355 m hoch auf dem Saargau, der hier an der Mosel auch „Moselgau“ genannt wird.

## Geschichte
Erstmals findet der Ort vermutlich im Jahr 893 Erwähnung als Burnacha in einer Schenkungsurkunde König Arnulfs. Der Ort gehörte zwischen Mittelalter und französischer Revolution zum Hof Remich, ab 1443 war er burgundisch, die nächsten Herren waren Habsburg, Spanien (1555) und die österreichischen Niederlande (1714). Ab 1816 gehörte Borg zu einer eigenständigen Bürgermeisterei unter preußischer Verwaltung. 
Im Zuge des Zweiten Weltkrieges wurden Teile Borgs schwer zerstört, so wurde 1939 der Kirchturm gesprengt, um kein Ziel feindlicher Artillerie zu sein, und im darauf folgenden Jahr die gesamte Kirche abgerissen. Nach Kriegsende wurde zum dritten Mal die Kirche neu errichtet: die heutige Pfarrkirche St. Johannes der Täufer.

## Villa Borg
Nachdem um 1900 archäologische Funde zwischen Borg und Oberleuken auf eine Villa rustica hindeuteten, wurden 1987 planmäßige Ausgrabungen begonnen. Nach Auswertung und Bewertung der Grabungsbefunde wurde 1994 beschlossen, die gesamte historische Anlage gemäß den Befunden zu rekonstruieren, welche im Jahr 2001 fertig gestellt wurde. Heute dient die rekonstruierte Villa als Freilichtmuseum.

## Bevölkerungsentwicklung
Die Entwicklung der Einwohnerzahl von Borg – die Werte von 1939 bis 1974 beruhen auf Volkszählungen:
| Jahr | Einwohner |
| ---- | --------- |
| 1802 | 302       |
| 1900 | 384       |
| 1939 | 415       |
| 1950 | 382       |
| 1961 | 349       |
| 1974 | 356       |
| 2004 | 382       |
| 2010 | 390       |
| 2014 | 395       |
| 2020 | 431       |